# Laufey Regio
Pour les articles homonymes, voir Laufey.
Laufey Regio est une région homogène située sur Vénus dans le quadrangle de Guinevere Planitia. Elle a été nommée en référence à Laufey, géante nordique.